# Call of Duty (serie)
Call of Duty (CoD) er en populær førstepersonsskydespil-serie, som flere gange har fået titlen som Game of the Year (årets spil).[kilde mangler] Seriens spil blev i starten udgivet til Microsoft Windows og blev senere udvidet til konsoller og som håndholdt. Flere spin-offs er udgivet til spillene. De tidlige spil i serien, inkluderende Call of Duty, Call of Duty 2 og Call of Duty 3 har primært 2. verdenskrig som univers. Hvor det med Call of Duty 4: Modern Warfare skiftede til nyere tid. Modern Warfare, udgivet i november 2007, blev efterfulgt af World at War og Modern Warfare 2. Black Ops, udgivet november 2010, finder sted under Den kolde krig, mens Modern Warfare 3, udgivet november 2011, finder sted i et nærfremtids-univers. Black Ops II, udgivet november 2012, finder hovedsageligt sted i 2025. Call of Duty: Ghosts blev udgivet i november 2013. I maj 2014 blev Advanced Warfare annonceret. Den 9. april 2015 annoncerede Treyarch Black Ops III.

## Hovedserien
| År   | Titel                            | PC            | 6. gen.        | 7. gen.        | 8. gen               | 9. gen               | Håndholdt           | Udvikler                      |
| ---- | -------------------------------- | ------------- | -------------- | -------------- | -------------------- | -------------------- | ------------------- | ----------------------------- |
| 2003 | Call of Duty                     | Windows, OS X | N/A            | X360, PS3      | N/A                  | N/A                  | N-Gage              | Infinity Ward                 |
| 2004 | Call of Duty: Finest Hour        | N/A           | PS2, Xbox, NGC | N/A            | N/A                  | N/A                  | N/A                 | Spark Unlimited/Exakt         |
| 2005 | Call of Duty 2                   | Windows, OS X | N/A            | X360           | N/A                  | N/A                  | Mobiltelefon        | Infinity Ward                 |
| 2006 | Call of Duty 3                   | N/A           | PS2, Xbox      | X360, PS3, Wii | N/A                  | N/A                  | N/A                 | Treyarch                      |
| 2007 | Call of Duty 4: Modern Warfare   | Windows, OS X | N/A            | X360, PS3, Wii | N/A                  | N/A                  | N/A                 | Infinity Ward                 |
| 2008 | Call of Duty: World at War       | Windows       | PS2            | X360, PS3, Wii | N/A                  | N/A                  | NDS, Windows Mobile | Treyarch                      |
| 2009 | Call of Duty: Modern Warfare 2   | Windows, OS X | N/A            | X360, PS3      | N/A                  | N/A                  | N/A                 | Infinity Ward                 |
| 2010 | Call of Duty: Black Ops          | Windows, OS X | N/A            | X360, PS3, Wii | N/A                  | N/A                  | NDS                 | Treyarch                      |
| 2011 | Call of Duty: Modern Warfare 3   | Windows, OS X | N/A            | X360, PS3, Wii | N/A                  | N/A                  | N/A                 | Infinity Ward/Sledgehammer    |
| 2012 | Call of Duty: Black Ops II       | Windows       | N/A            | X360, PS3      | Wii U                | N/A                  | N/A                 | Treyarch                      |
| 2013 | Call of Duty: Ghosts             | Windows       | N/A            | X360, PS3      | Xbox One, PS4, Wii U | N/A                  | N/A                 | Infinity Ward/Neversoft/Raven |
| 2014 | Call of Duty: Advanced Warfare   | Windows       | N/A            | X360, PS3      | Xbox One, PS4        | N/A                  | N/A                 | Sledgehammer Games            |
| 2015 | Call of Duty: Black Ops III      | Windows       | N/A            | X360, PS3      | Xbox One, PS4        | N/A                  | N/A                 | Treyarch                      |
| 2016 | Call of Duty: Infinite Warfare   | Windows       | N/A            | N/A            | Xbox One, PS4        | N/A                  | N/A                 | Infinity Ward                 |
| 2017 | Call of Duty: WWII               | Windows       | N/A            | N/A            | Xbox One, PS4        | N/A                  | N/A                 | Sledgehammer Games            |
| 2018 | Call of Duty: Black Ops IIII     | Windows       | N/A            | N/A            | Xbox One, PS4        | N/A                  | N/A                 | Treyarch                      |
| 2019 | Call of Duty: Modern Warfare     | Windows       | N/A            | N/A            | Xbox One, PS4        | N/A                  | N/A                 | Infinity Ward                 |
| 2020 | Call of Duty: Black Ops Cold War | Windows       | N/A            | N/A            | Xbox One, PS4        | Xbox Series X/S, PS5 | N/A                 | Infinity Ward/Raven Software  |
| 2021 | Call of Duty: Vanguard           | Windows       | N/A            | N/A            | Xbox One, PS4        | Xbox Series X/S, PS5 | N/A                 | Sledgehammer Games            |
| 2022 | Call of Duty: Modern Warfare 2   | Windows       | N/A            | N/A            | Xbox One, PS4        | Xbox Series X/S, PS5 | N/A                 | Infinity Ward                 |
| 2023 | Call of Duty: Modern Warfare 3   | Windows       | N/A            | N/A            | Xbox One, PS4        | Xbox Series X/S, PS5 | N/A                 | Infinity Ward                 |

Denne liste er ufuldstændig; hjælp gerne med at udfylde den.

### 2. verdenskrig
- Call of Duty
  - United Offensive (udvidelsespakke)
- Call of Duty 2
- Call of Duty 3
- Call of Duty: WWII
- Call of Duty: Vanguard

### Modern Warfare
- Call of Duty 4: Modern Warfare
- Call of Duty: Modern Warfare 2
- Call of Duty: Modern Warfare 3
- Call of Duty: Modern Warfare Remastered
- Call of Duty: Modern Warfare 2 Remastered
- Call of Duty: Modern Warfare (2019)
- Call of Duty: Modern Warfare 2 (2022)
- Call of Duty: Modern Warfare 3 (2023)

### Black Ops
- Call of Duty: Black Ops
- Call of Duty: Black Ops II
- Call of Duty: Black Ops III
- Call of Duty: Black Ops IIII
- Call of Duty: Black Ops Cold War
- Call of Duty: Black Ops VI

### Fremtids Spil
- Call of Duty: Ghosts
- Call of Duty: Advanced Warfare
- Call of Duty: Infinite Warfare

## Andre titler

### Konsoltitler
- Call of Duty: Finest Hour
- Call of Duty 2: Big Red One
- Call of Duty: World at War – Final Fronts
- Call of Duty: World at War

### Håndholdte titler
- Call of Duty: Roads to Victory
- Call of Duty: Modern Warfare: Mobilized
- Call of Duty: Black Ops: Declassified
- Call of Duty: Strike Team